# 8856 Celastrus
8856 Celastrus è un asteroide della fascia principale. Scoperto nel 1991, presenta un'orbita caratterizzata da un semiasse maggiore pari a 2,3478494 UA e da un'eccentricità di 0,0972063, inclinata di 2,42590° rispetto all'eclittica.